# Amazon Kindle
Amazon Kindle je čtečka elektronických knih založená na technologii elektronického papíru (jedinou výjimkou je tablet Kindle Fire), umožňující lepší čitelnost a mnohem větší výdrž na baterie oproti LCD. Zařízení je vyvíjeno a prodáváno společností Amazon.com. První generace zařízení byla uvedena na trh 17. listopadu 2007, druhá 9. února 2009 (označovaná jako Kindle 2), třetí (Kindle 3) 27. srpna 2010, čtvrtá (označovaná jen jako Kindle a Kindle Touch) 28. září 2011 a pátá 6. září 2012.
Tato zařízení mají rozměry odpovídající přibližně formátu papíru A5. 10. června 2009 uvedla společnost na trh první generaci řady Kindle DX a 19. ledna 2010 generaci druhou - tato zařízení mají rozměry odpovídající formátu papíru A4. Prostřednictvím zařízení mohou být také přímo zakoupeny a přijaty elektronické knihy z internetového obchodu společnosti Amazon.com. Společnost již prodala několik milionů těchto zařízení.
Elektronické knihy mohou být nahrávány do zařízení pomocí USB nebo bezdrátově. V případě bezdrátového nahrávání je použita technologie Wi-Fi či 3G (EDGE/GPRS, pokud není 3G dostupné), v případě nahrávání knih zakoupených v internetovém obchodě Amazon je tato služba bezplatná. 3G služba (označovaná jako Whispernet) je dostupná ve více než 100 zemích světa včetně České republiky.
Pátá generace čtečky knih se jmenuje Kindle Paperwhite, má dotykový displej a jako první z Kindlů zajišťuje osvícení displeje, takže umožňuje číst i ve tmě. Amazon nepoužil klasickou metodu podsvícení, místo toho má Paperwhite speciální vrstvu, od které se světlo odráží na e-inkový podklad. Paperwhite se začal prodávat 1. října 2012.
Dne 18.9. 2014 byla vydána nová verze čtečky Kindle 6 a Kindle Voyage. Kindle Voyage nabízí nejnovější technologii E Ink Carta s vysokým rozlišením. Dalším novým modelem je čtečka Kindle 7th (v ČR označována jako Kindle 6). Tento levnější model nabízí dotykové ovládání, E Ink displej s technologií Pearl. Čtečka nemá osvícení displeje a má větší rozměry i váhu než Kindle Paperwhite 2 a Kindle Voyage.
V roce 2015 společnost Amazon představila 3. verzi čtečky e-knih Kindle Paperwhite u nás označovanou jako Kindle Paperwhite 3, která nabízí lepší rozlišení E Ink displeje: 1050 x 1440 px a 300 PPI. V roce 2018 pak byla představena 4. verze Kindle Paperwhite 4, která přinesla také voděodolnost s certifikací IPX8. 
Další nástupce řady Paperwhite byl pak představen v roce 2021 s označením Kindle Paperwhite 5 , který přinesl pár dalších vylepšení, jako třeba možnost nastavení teploty podsvícení a USB-C konektor pro nabíjení.

## Formáty souborů
Čtečky podporovaly původně nativní formáty elektronických knih Amazonu, což jsou soubory s příponami MOBI, PRC, AZW, a textové soubory TXT. S dalšími generacemi přibývala podpora souborů PDF, později také DOC a DOCX. Od roku 2022 je nativně podporován EPUB.

## Časová osa modelů
| Časová osa modelů Kindle                             |
| ---------------------------------------------------- |
| Upozornění: Data ukončení prodejů nemusí být přesná. |